# Physalospora alpestris
Physalospora alpestris är en lavart som beskrevs av Niessl 1876. Physalospora alpestris ingår i släktet Physalospora och familjen Hyponectriaceae.  Arten är reproducerande i Sverige. Inga underarter finns listade i Catalogue of Life.